# Richard Ochoa
Richard Nomer Ochoa Quintero (* 14. Februar 1984 in Tocuyito; † 19. Juli 2015 in Valencia) war ein venezolanischer Bahn- und Straßenradrennfahrer.
Richard Ochoa wurde 2004 Panamerikameister im Punktefahren und Vizemeister in der Mannschaftsverfolgung auf der Bahn. Im Jahr darauf gewann er auf der Straße eine Etappe bei der Vuelta al Estado Portugesa und wurde Erster der Gesamtwertung. 2006 war er zweimal bei der Vuelta a la Independencia Nacional erfolgreich und gewann auch die Gesamtwertung. Im selben Jahr errang er Gold im Punktefahren bei den Zentralamerika- und Karibikspielen. Bei den Panamerikameisterschaften 2007 wurde er gemeinsam mit Yosvans Rojas, Franklin Chacón und Tomás Gil Vize-Meister in der Mannschaftsverfolgung. 2010 gewann er den Scratch-Wettbewerb bei den Zentralamerika- und Karibikspielen. Mindestens viermal wurde er venezolanischer Meister in verschiedenen Disziplinen auf der Bahn.
Am 19. Juli 2015 wurde Ochoa tödlich verletzt, als während des Straßentrainings ein Auto in seine Trainingsgruppe fuhr.

## Erfolge – Bahn
2004
- Panamerikanischer Meister – Punktefahren

2006
- Zentralamerika- und Karibikspiele – Punktefahren

2007
- Panamerikameisterschaft – Mannschaftsverfolgung (mit Yosvans Rojas, Franklin Chacón und Tomás Gil)

2010
- Zentralamerika- und Karibikspiele – Scratch

2012
- Venezolanischer Meister – Mannschaftsverfolgung (mit Manuel Briceño, Randal Figueroa und Isaac Yaguaro)
- Venezolanischer Meister – Punktefahren
- Venezolanischer Meister – Madison (mit Maximo Rojas)

2013
- Venezolanischer Meister – Madison (mit Manuel Briceño)

2014
- Südamerikaspiele – Mannschaftsverfolgung (mit Manuel Briceño, Víctor Moreno und Clever Martinez)

## Erfolge – Straße
2006
- Gesamtwertung und zwei Etappen Vuelta a la Independencia Nacional

2008
- eine Etappe Vuelta a Venezuela

## Teams
- 2008 Serramenti PVC Diquigiovanni-Androni Giocattoli
- 2009 Serramenti PVC Diquigiovanni-Androni Giocattoli
- 2014 Gobernación de Carabobo